# Friedrich von Gülich

Friedrich von Gülich

Friedrich Hermann Herbert von Gülich (* 6. Februar 1820 in Osnabrück; † 3. Januar 1903 in Wiesbaden) war ein preußischer Diplomat.

## Leben
Friedrich von Gülich war Angehöriger der Familie Gülich. Seine Eltern waren Wilhelmine von Gülich, geb. Henrici, und Gustav von Gülich. Nach dem Abitur studierte Friedrich von Gülich Technik, Sprachen, Chemie, Nationalökonomie, Jura und Staatswissenschaften am Polytechnikum in Karlsruhe und an der Universität Berlin. Sein Studium schloss er 1845 mit dem Auskultatorexamen ab.
Im Jahr 1849 trat er in den preußischen Auswärtigen Dienst ein und wurde zunächst Sekretär im Generalkonsulat in Barcelona, 1854 wurde er zum Kanzler befördert. 
Gülich wurde 1857 preußischer Generalkonsul und Geschäftsträger in den La-Plata-Staaten mit Dienstsitz in Montevideo und unterzeichnete am 19. September 1857 im Auftrag des Deutschen Zollvereins in Paraná (Entre Ríos) einen Freundschafts-, Handels- und Schifffahrtsvertrag mit dem Außenminister der Argentinischen Konföderation. 1868 endete diese Tätigkeit und er kehrte nach Deutschland zurück.
Im Jahr 1870 wurde er Generalkonsul des Norddeutschen Bundes in Caracas, 1873 Generalkonsul des Deutschen Reiches in Tanger und 1877 erster Botschafter in Chile. Er bemühte sich, trotz Sympathien für die chilenischen Interessen, die Neutralität Deutschlands im Salpeterkrieg zu wahren.
1881 erfolgte seine Versetzung in den Ruhestand.
Gülich war seit 1865 verheiratet mit Auguste Schwabe, mit der er drei Töchter und zwei Söhne hatte. Ihr Sohn Ferdinand schlug ebenfalls die Diplomatenlaufbahn ein.